# Истобенск
Истобенск — село в Оричевском районе Кировской области России, на левом берегу Вятки. Центр Истобенского сельского поселения.
По разным источникам село основано 1379 или 1595 (по П.Н. Луппову) году. Название села происходит от древнерусского слова «истба». «Истоба» — изба, построенная из рубленого леса.
Здесь находился Истобенский Троицкий монастырь.
Истобенск является огуречной «столицей».

## Население
| 2010 |
| ---- |
| 570  |

## Известные люди
- Кибардин Георгий Владимирович (1903–1963) - советский график, живописец, плакатист, художник-оформитель. Член Союза художников СССР.
- Рылов, Аркадий Александрович (1870—1939) — живописец-пейзажист;
- Савиных, Виктор Петрович (род. 1940) — советский космонавт;
- Крысов Василий Семёнович (1922—2013) — танкист-ас, писатель.